# Phaloria simillima
Phaloria simillima är en insektsart som först beskrevs av Henri Saussure 1878.  Phaloria simillima ingår i släktet Phaloria och familjen syrsor. Inga underarter finns listade i Catalogue of Life.